# Ernst Straßner
Ernst Straßner (* 19. Juni 1905 in Eisfeld; † 12. Juli 1991 in Braunschweig) war ein deutscher Maler und Kunstpädagoge.

## Leben
Straßner war der Sohn eines Spielzeugmachers und besuchte in seiner Heimatstadt die Kunstgewerbeschule und studierte ab 1924 Kunsterziehung an der Hochschule der Künste Berlin. In der Malerei war sein Lehrer Georg Tappert, im Zeichnenfach war es Georg Walter Rössner. 1928 legte er an der Preußischen Kunstschule seine erste, 1930 seine zweite Staatsprüfung für das künstlerische Lehramt an höheren Schulen ab.
Drei lange Jahre lebte Straßner von schlecht bezahlten Lehraufträgen an einem Gymnasium in Falkensee und an Seminaren für Kindergärtnerinnen in Berlin. Im März 1933 trat er in die NSDAP ein und trat zu Ostern 1933 eine fest besoldete Stelle in Halle an, wechselte ein Jahr später nach Halberstadt und wurde im Oktober 1934 als Dozent an die wieder eröffnete Hochschule für Lehrerbildung Cottbus berufen, die Max Momsen bewusst im Sinne der Erziehung im Nationalsozialismus führte. Am 20. April 1938 wurde er zum Professor ernannt. Beruflich hatte er dort mit dem Pädagogen Hans Bohnenkamp, der dorthin versetzt worden war, und über diesen mit dem Lehrer Adolf Reichwein zu tun. Ob daraus eine Beziehung zum Widerstand erschlossen werden kann, ist zweifelhaft. Nach Schließung von Cottbus wechselte Straßner kurz an die HfL Braunschweig und Frankfurt (Oder), bevor er an der Lehrerbildungsanstalt Cottbus von 1941 bis 1945 seine Arbeitsstätte hatte. Daneben wurde er zum Wehrdienst eingezogen.
In der Zeit des Nationalsozialismus war Straßner Mitglied der Reichskammer der bildenden Künste, und er beteiligte sich an wichtigen Ausstellungen. 
Nach dem Zweiten Weltkrieg wurde er an die Kanthochschule in Braunschweig berufen, wo er den Lehrstuhl für Bildende Kunst und ihre Didaktik von Amtsvorgänger Alfred Thon, für den er 1952 im überfüllten Auditorium die Trauerrede hielt,  übernahm und bis zu seiner Emeritierung im Jahre 1973 innehatte.
Zwölf Jahre lang reiste er mehrmals pro Jahr nach Ludwigsburg, um dort zu malen. Seine Werke finden sich in Sammlungen und Ausstellungen hauptsächlich im norddeutschen Raum. In Schloss Miltach befindet sich ein Zyklus mit Motiven aus der griechischen Mythologie und eine Sammlung von Stillleben.
Verheiratet war Straßner mit der Künstlerin Magdalena Voigt, welche er in ihrer gemeinsamen Studienzeit kennengelernt hatte. Zusammen bekamen sie die Tochter Barbara und den Sohn Fritz, welche auch beide Künstler wurden.
Nach langen Wochen im Krankenhaus und kurzem Aufenthalt im Alten- und Pflegeheim in Grasleben verstarb Straßner am 12. Juli 1991 in Braunschweig, wo er am 23. Juli 1991 auf dem Hauptfriedhof beigesetzt wurde.

## Werke
Sein Werk umfasst hauptsächlich Gemälde und Zeichnungen von Landschaften, Porträts, Stillleben und figürlichen Kompositionen. Es war beeinflusst von der französischen Malerei des 19. Jahrhunderts.
Werke Straßners hängen im Hauptgebäude der Technischen Universität Braunschweig, im Aufgang des Versorgungsamtes Braunschweig sowie in den Räumen des Lehrerfortbildungsheimes Wolfenbüttel.

## Ausstellungen (unvollständig)

### Beteiligung an Ausstellungen in der Zeit des Nationalsozialismus
- 1934, 1942 und 1943: Berlin, Preußische Akademie der Künste („Frühjahrsausstellung der Preußischen Akademie der Künste“)
- 1936: Berlin, Haus der Kunst („Bildnisse deutscher Männer“; Ausstellung der Deutschen Gesellschaft für Goldschmiedekunst)

### Postume Personalausstellung
- 1991/1992: Braunschweig, Städtisches Museum Braunschweig[3]

## Schriften (Auswahl)
- Tausend Aufgaben zur Kunsterziehung. Wolfenbüttel 1977
- Gesichtspunkte der Kunstbetrachtung. Wolfenbüttel 1982
- Kritik der Sinne. Braunschweig 1983
- Kunsterziehung in Vor- und Grundschule. Wolfenbüttel 1984
- mit Johannes Pawlik und Fritz Straßner: Bildende Kunst. Köln 1987

## Einzelbelege
1. 1 2  Heinz Eichhorn: Prof. Ernst Straßner zum Gedenken. Erinnerungen an einen geschätzten Künstler und Lehrerbildner. In: Peiner Allgemeine Zeitung (Hrsg.): Peiner Heimatkalender 1993. 23. Jahrgang. Druckhaus A. Schlaeger, Peine 1993. S. 137
2. ↑  Archivdatenbank BBF
3. 1 2 3  Heinz Eichhorn: Prof. Ernst Straßner zum Gedenken. Erinnerungen an einen geschätzten Künstler und Lehrerbildner. In: Peiner Allgemeine Zeitung (Hrsg.): Peiner Heimatkalender 1993. 23. Jahrgang. Druckhaus A. Schlaeger, Peine 1993. S. 143
4. ↑  Peter Lufft, Jutta Brüdern: Profile aus Braunschweig. Persönliches über Persönlichkeiten in Bild und Text. Hrsg.: Peter Lufft. 1. Auflage. Appelhans Verlag, Salzgitter 1996, ISBN 3-930292-03-3, S. 64 [unpaginiert].

| Personendaten    | Personendaten                        |
| ---------------- | ------------------------------------ |
| NAME             | Straßner, Ernst                      |
| KURZBESCHREIBUNG | deutscher Künstler und Kunstpädagoge |
| GEBURTSDATUM     | 19. Juni 1905                        |
| GEBURTSORT       | Eisfeld                              |
| STERBEDATUM      | 12. Juli 1991                        |
| STERBEORT        | Braunschweig                         |